# Astil de Crotona
Astil de Crotona (en grec antic Ἄστυλος) va ser un esportista grec nascut a Crotona que va obtenir tres victòries seguides als Jocs Olímpics, al segle v aC.
Va guanyar en la cursa a l'estadi i en la doble cursa. Però les dues últimes victòries les va obtenir després de declarar-se siracusà, cosa que va fer per agradar a Hieró I, fill de Dinòmenes de Gela i tirà de Siracusa. Els habitants de Crotona van decretar que la seva casa fos convertida en presó i van destruir una estàtua seva que hi havia al temple d'Hera a Crotona. Pausànias en va veure una d'estàtua d'ell a Olímpia, obra del famós escultor Pitàgores de Reggio.